# Phaonia unispina
Phaonia unispina este o specie de muște din genul Phaonia, familia Muscidae, descrisă de Xue, Chen și Liang în anul 1993.
Este endemică în Jilin. Conform Catalogue of Life specia Phaonia unispina nu are subspecii cunoscute.